# Parochmastis phaeosema
Parochmastis phaeosema är en fjärilsart som beskrevs av Turner 1918. Parochmastis phaeosema ingår i släktet Parochmastis och familjen äkta malar. Inga underarter finns listade i Catalogue of Life.